# دن گاردنر (بازیکن فوتبال)
دن گاردنر (انگلیسی: Dan Gardner؛ زادهٔ ۵ آوریل ۱۹۹۰) بازیکن فوتبال اهل بریتانیا است.
از باشگاه‌هایی که در آن بازی کرده‌است می‌توان به باشگاه فوتبال ترانمره راورز، باشگاه فوتبال کرو آلکساندرا، باشگاه فوتبال بری، باشگاه فوتبال هالیفاکس تاون، باشگاه فوتبال چسترفیلد، باشگاه فوتبال سلتیک، و باشگاه فوتبال درویلزدن اشاره کرد.